# Abuta pahnii
Abuta pahnii är en tvåhjärtbladig växtart som först beskrevs av C. Martius, och fick sitt nu gällande namn av Krukoff och Barneby. Abuta pahnii ingår i släktet Abuta och familjen Menispermaceae. Inga underarter finns listade i Catalogue of Life.